# Hebban olla vogala

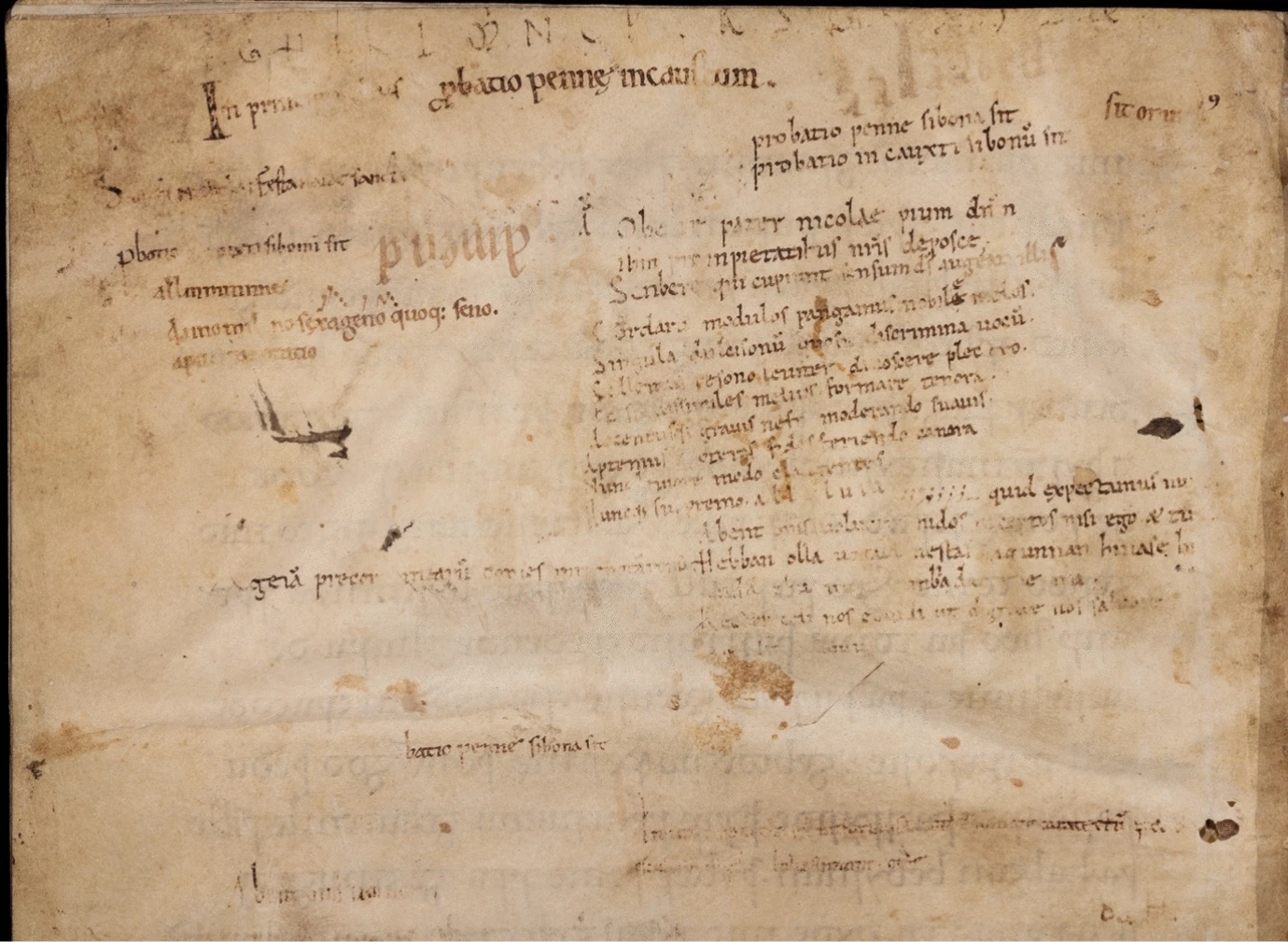
Blad met de tekst quid expectamus nunc. / Abent omnes uolucres nidos inceptos nisi ego et tu / Hebban olla uogala nestas hagunnan hinase hic / anda thu uuat unbi[a]dan uue nu. / Rector celi nos exaudi ut dignare nos saluare.

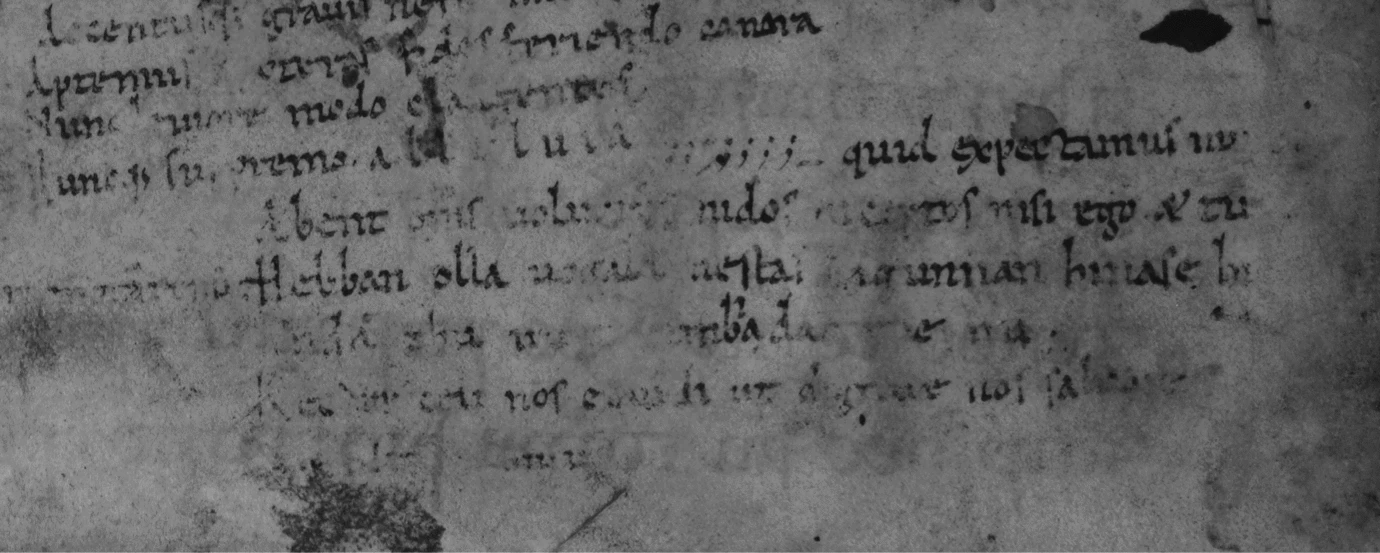
Fragment van de tekst, genomen in UV-licht

Hebban olla vogala (ca. 1083) is lange tijd aangemerkt als de oudst bekende zin in het Oudnederlands. In 1932 werd het ontdekt door de Engelse germanist Kenneth Sisam op de laatste bladzijde van een Oudengels prekenhandschrift in Oxford uit de kathedraal van Rochester (Oxford, Bodleian Library, MS Bodley 340, fol. 169v).
De tekst is opgenomen in de Canon van Nederland als "een van de bekendste zinnen uit de Nederlandse taal- en literatuurgeschiedenis".

## Tekst
De tekst werd geschreven door een West-Vlaamse monnik die werkte als kopiist in een klooster in Kent. Het manuscript dateert naar schatting uit het laatste kwart van de 11e eeuw. De eerste  zinnen zijn in het Latijn. De taal waarin de rest van de tekst geschreven is wordt door de meeste taalkundigen als Oud-Westnederfrankisch aangeduid, maar hierover bestaat nog controverse.
De zin luidt, zoals opgenomen in de literatuur tot 2024:
Hebban olla uogala nestas hagunnan hinase hi(c) (e)nda thu uuat unbidan uue nu
In 2024 bleek de spelling op grond van multispectrale beeldvorming anders te luiden:
Hebban olla uogala nestas hagunnan hinase hic anda thu uuat unbidan uue nu.
In die tijd werd de v geschreven als een u en de w als een uu ('double u').
Daarboven staat ook nog een Latijnse vertaling van de zin:
Abent omnes uolucres nidos inceptos nisi ego et tu quid expectamus nunc.
De vertaling hiervan luidt:
'Alle vogels zijn al aan het nestelen, behalve ik en jij. Waar wachten we nog op?'

## Ontstaan van de tekst
Mogelijk ontstond het vers toen de kopiist, werkend aan een manuscript, een nieuwgesneden pen probeerde alvorens verder te werken: een probatio pennae (proeve van de pen). Elders op het papier stonden meer van zulke probeersels, waaronder de woorden probatio penne. De schrijver zette het versje neer in het Latijn en schreef er de vertaling onder, in (vermoedelijk) zijn eigen taal.
Onderzoek uit 2004 door Frits van Oostrom lijkt erop te wijzen dat deze tekst waarschijnlijk is geschreven door een man, maar dat het taalgebruik dat van een vrouw is. De tekst blijkt namelijk overeenkomsten te vertonen met door vrouwen gezongen Spaanse volksliedjes uit dezelfde tijd. Dezelfde conclusie werd al eerder getrokken door taalwetenschapper Peter Dronke.
In 2024 verscheen een andere spelling, gebaseerd op multispectrale beeldvorming, in een artikel van de hand van Michael Lysander Angerer, promovendus aan de Universiteit van Oxford.

## Andere lezing en betekenis

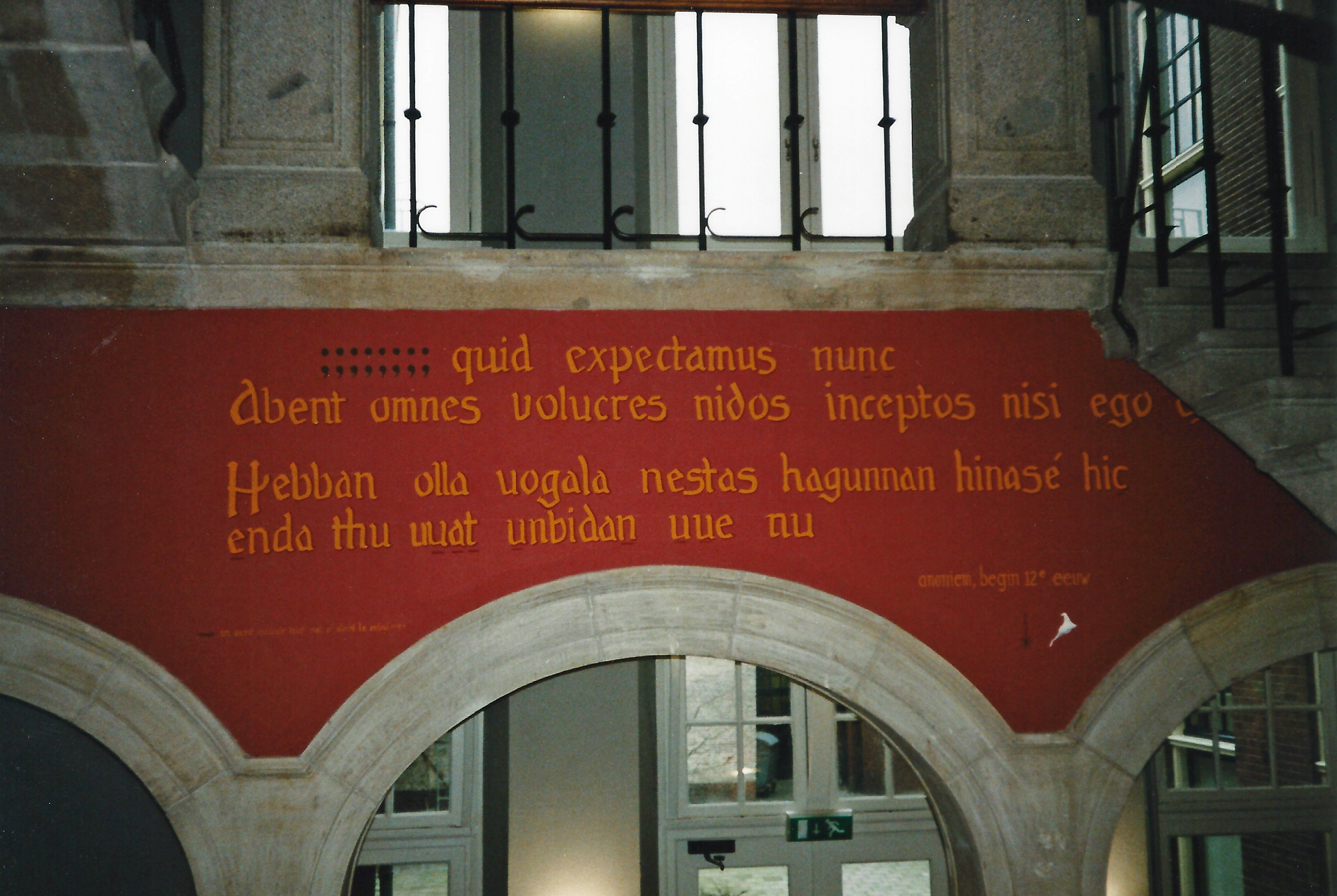
Hebban olla vogala als muurgedicht in Leiden

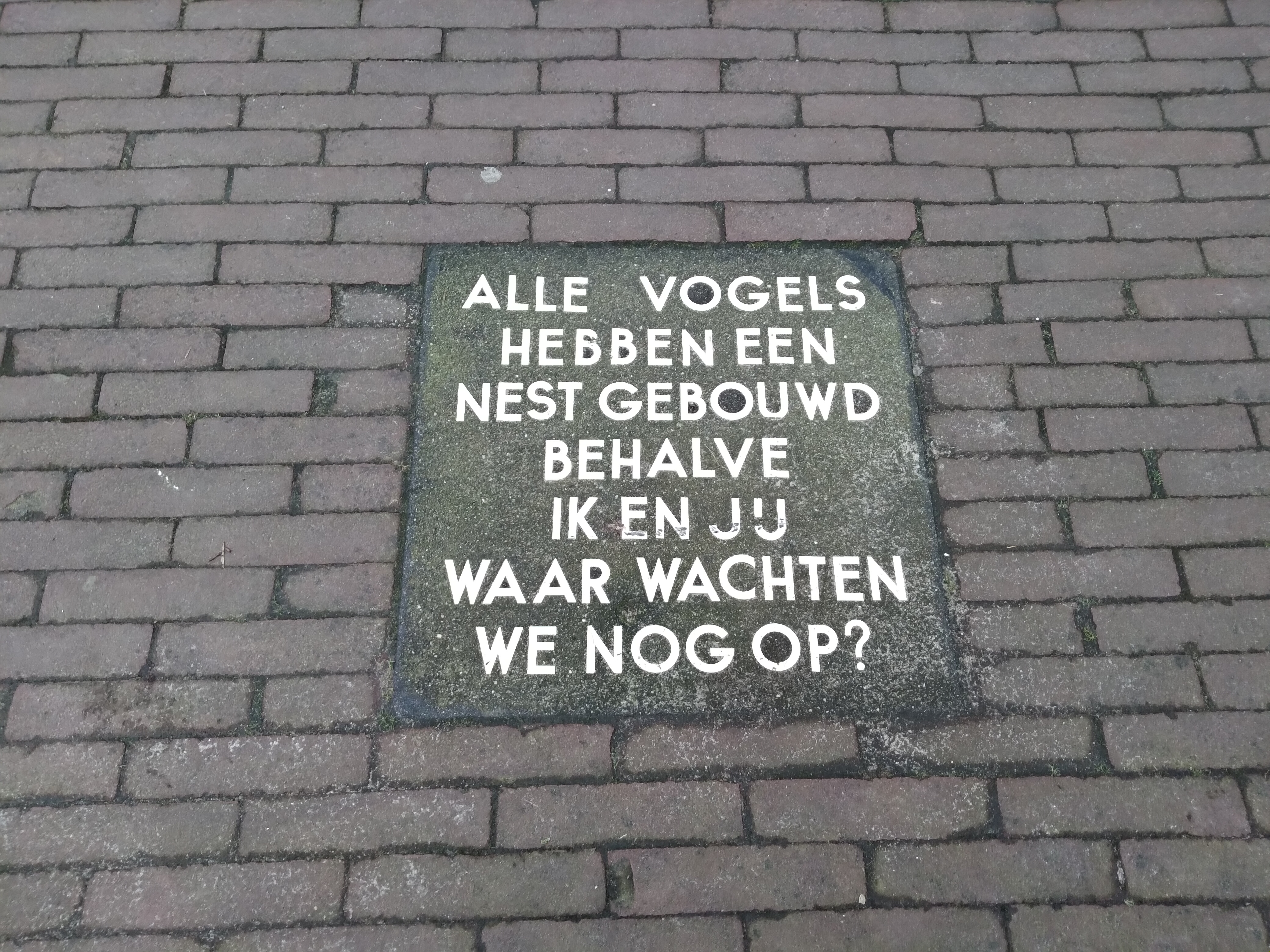
Tekst op een stoeptegel, Brederodestraat, Amsterdam (2021)

Daar delen van de tekst moeilijk leesbaar zijn, zijn andere lezingen mogelijk:
- hagunnan ("begonnen") kan ook bigunnan (met dezelfde betekenis) zijn.
- unbidan uue ("wachten we") wordt soms ook als unbidat ghe ("wachten jullie") gelezen.
- hinase is een samengesteld woord: hi(t) na se - "het ne zij" - "'t en zij" - "tenzij"; 'hit' in plaats van 'het' is typisch West-Vlaams.[8]

Gerrit Komrij beschouwde de regel als de eerste Nederlandse poëzie en wijdde er in zijn boek In Liefde Bloeyende een geheel hoofdstuk aan.
Er zijn meerdere interpretaties mogelijk:
- Als liefdesgedicht of liefdesliedje: de auteur verlangt ernaar een gezin te stichten, zoals de vogels in de lente hun nest bouwen.
- Religieuze beeldspraak: de schrijver (naar men aanneemt een geestelijke) drukt zijn verlangen uit om opgenomen te worden in de gemeenschap (van een abdij) of in het huis van God.
- Ook als taalspel: het aantal lettergrepen in de Latijnse en Oudnederlandse taal komt dikwijls overeen: ab | ent, 2 lettergrepen; Heb | ban, ook 2 lettergrepen. Het klopt ook in: om | nes; ol | la enzovoort.

## Oudnederlands of Oudengels?
De meeste taalkundigen waren het er lang over eens dat de tekstregel in een West-Vlaams dialect van het Oudnederlands was geschreven. Zij letten hierbij op het feit dat er alleen sterke klinkers voorkomen (hebban in plaats van hebben). In de Latijnse regel staat er ook abent, dus zonder begin-h, in plaats van habent. Dit is echter een kenmerkend verschijnsel in de meeste Ingveoonse dialecten, niet alleen het West-Vlaams.
In 2004 is hierover onder impuls van de Belgische hoogleraar Luc de Grauwe een nieuwe opvatting ontstaan. Deze opvatting is dat dit zinnetje geheel of grotendeels in het Kentse dialect van het Oudengels is geschreven, of een mengtekst is: "Veeleer dan West-Vlaams met een Kents vernisje [...] is onze tekst misschien geïntendeerd Kents met West-Vlaams substraat". Het is vermoedelijk wel degelijk door een uitgeweken West-Vlaamse monnik geschreven, want het gehanteerde schrifttype is ontegensprekelijk continentaal.
De Antwerpse emeritus-hoogleraar Xavier Dekeyser, anglist, vond dit "zo treffend en gevat verwoord" dat hij zich hierbij volmondig aansloot en er zelf een treffende karakterisering aan toevoegde: hij noemt het pennenprobeersel nu ook tegelijk een "probatio linguae, of een min of meer geslaagde taaltoets in het Oudengels"; ook de literair-historicus Frits van Oostrom kon zich hier nu in vinden.
Kenny Louwen onderwierp in 2009, net zoals De Grauwe het hem al had voorgedaan, de taalvormen nogmaals aan een vergelijkend taalonderzoek en kwam daarbij eveneens met volle overtuiging tot de slotsom dat het tekstje een typisch hybride karakter draagt.
Michael Lysander Angerer, promovendus aan de Universiteit van Oxford en in Oostenrijk opgegroeide literatuurhistoricus gaf een andere interpretatie van de tekst. Volgens hem is de tekst opzettelijk geschreven in een combinatie van twee talen, zowel Oudnederlands als Oudengels. Dit opent nieuwe mogelijkheden om vast te kunnen stellen welke invloed het Nederlands heeft gehad op de Engelse taal en literatuur. Omdat de schrijver van Hebban olla vogala zich door middel van een mengtaal op zowel Nederlandstalig als Engelstalig gebied heeft kunnen begeven, blijkt het hoe makkelijk het was voor Nederlandstaligen om de Engelse taal en literatuur te beïnvloeden.

## Oudere teksten in het Nederlands
Er wordt wel gedacht dat Hebben olla vogala de oudste Nederlandstalige tekst is. Er zijn echter oudere geschriften gevonden met volledige teksten in voorlopers en/of dialecten van het Nederlands, zoals de Wachtendonckse Psalmen (van halfweg 10e eeuw):
An âuont in an morgan in an mitdon dage tellon sal ic in kundon, in he gehôron sal - "'s Avonds en 's morgens en 's middags zal ik vertellen en verkondigen, en hij zal horen" 
Er zijn ook losse zinnetjes bekend uit de 9e, 8e en zelfs 6e eeuw. De oudst bekende zin luidt: "Maltho thi afrio litho" - "Ik zeg je: ik bevrijd je, laat", uit de Salische Wet (6e eeuw), al wordt ook van de nog oudere runeninscriptie van Bergakker (1e helft 5e eeuw) door sommigen gesteld dat deze Oudnederlands is.
Twee zeer oude zinnen:
- Visc flot aftar themo uuatare - "Een vis zwom in het water" (9e-eeuwse paarden- en wormbezwering)
- Gelobistu in got alamehtigan fadaer - "Geloof je in God, de almachtige Vader". Deze zin is driehonderd jaar ouder dan Hebban olla vogala en staat in de Oudsaksische doopgelofte uit het eind van de achtste eeuw.